# 唐开宗
唐开宗（1938年—），男，江苏太仓人，中国工程师，沈阳电缆厂副总工程师，曾任第八届全国政协委员。